# 東條內閣
東條內閣（日语：／*/?）是日本陸軍大臣、大政翼赞会总裁東條英機就任第40任內閣總理大臣（首相）後，自1941年（昭和16年）10月18日至1944年（昭和19年）7月22日組成的內閣。

## 背景
1941年10月16日，與美國主和的近卫文麿在主戰的軍部所逼迫下宣布内阁总辞职。次日，内大臣木户幸一召集重臣会议，讨论继任首相人选。阿部信行、林铣十郎、广田弘毅等人一致同意由軍部統制派最高領導人、長期操控內閣廢立大權的陸軍大臣东条英机直接组织新内阁，木户据此上报昭和天皇并得到批准。东条英机担任首相后仍为现役军人并升任大将。10月18日，东条英机组成内阁。11月1日，东条召集政府大本营联席会议，提出解决日美争端的三点方针。会议决定采用在决心开战的同时继续开展外交手段解决冲突的方针。同时，通过《帝国国策实行要领》，“决定行使武力的时间在12月初”。
为配合军方布置，日本方面命驻美大使野村吉三郎加紧外交谈判。11月26日，美国拒绝日方最终谈判方案。美国国务卿赫尔提出四项原则，并建议日本政府从中国和印度支那撤退。美国的要求等于取消了日本自九一八事变以来所有的扩张成果，在此情况下，日本最终决定对美开战。12月1日，日本御前会议决定对英美荷开战，次日大本营发出“攀登新高山·1208”的指令，决定在12月8日开战。
12月8日，日本海军联合舰队偷袭夏威夷珍珠港，太平洋战争爆发。战争初期，日本军队在短時間內成功攻取馬來亞、荷屬東印度、菲律賓、新畿內亞、所羅門群島等地，并推进“大东亚共荣圈”建设。但1942年6月，日本海军在中途岛海战中失败，此后战局急转直下，盟军开始反守为攻。1943年11月，东条英机召集“大东亚会议”，通过《大东亚共同宣言》，宣称要建设共存共荣秩序。战争期间，东条英机颁布《战时犯罪处罚特例法》，在国内强化管制。并通过《战时行政特例法》、《战时行政职权特例》等法律，强化首相权限。东条先后兼任陆相、内相、军需相、参谋总长等职务，集军政大权于一身。
1944年6月，美军在菲律宾海海战中取得胜利，日本丧失西太平洋制海权。随着战局日益恶化，日本国内反对派迅速聚拢，图谋推翻东条政权。7月17日，重臣会议举行，多数重臣要求更换内阁。7月20日，东条英机宣布内阁总辞职。

## 閣僚
以下列出东条阁僚名单：
| 职位         | 姓名               | 出身                                      | 在任期間                          |
| ------------ | ------------------ | ----------------------------------------- | --------------------------------- |
| 內閣總理大臣 | 東條英機           | 軍人 陸軍大将                             | 1941年10月18日 - 1944年7月22日    |
| 外務大臣     | 東鄉茂德           | 貴族院議員（无所属俱乐部） 官僚（外務省） | 1941年10月18日 - 1942年9月1日     |
| 外務大臣     | 東條英機兼任       | 東條英機兼任                              | 1942年9月1日 - 同年9月17日        |
| 外務大臣     | 谷正之             | 外務省                                    | 1942年9月17日 - 1943年4月20日     |
| 外務大臣     | 重光葵             | 外務省                                    | 1943年4月20日 - 1944年7月22日     |
| 內務大臣     | 東條英機兼任       | 東條英機兼任                              | 1941年10月18日 - 1942年2月17日    |
| 內務大臣     | 湯澤三千男         | 內務省                                    | 1942年2月17日 - 1943年4月20日     |
| 內務大臣     | 安藤紀三郎         | 预备役陸軍中将                            | 1943年4月20日 - 1944年7月22日     |
| 大藏大臣     | 賀屋興宣           | 大藏省                                    | 1941年10月18日 - 1944年2月19日    |
| 大藏大臣     | 石渡莊太郎         | 貴族院議員（研究会） 官僚（大藏省）       | 1944年2月19日 - 同年7月22日       |
| 陸軍大臣     | 東條英機兼任       | 東條英機兼任                              | 1941年10月18日 - 1944年7月22日    |
| 海軍大臣     | 嶋田繁太郎         | 軍人 海軍大将                             | 1941年10月18日 - 1944年7月17日    |
| 海軍大臣     | 野村直邦           | 軍人 海軍大将                             | 1944年7月17日 - 同年7月22日       |
| 司法大臣     | 岩村通世           | 司法省                                    | 1941年10月18日 - 1944年7月22日    |
| 文部大臣     | 橋田邦彦           | 東京帝大医学部教授                        | 1941年10月18日 - 1943年4月20日    |
| 文部大臣     | 東條英機兼任       | 東條英機兼任                              | 1943年4月20日 - 同年4月23日       |
| 文部大臣     | 岡部長景           | 貴族院議員（研究会） 官僚（外務省）       | 1943年4月23日 - 1944年7月22日     |
| 農林大臣     | 井野碩哉           | 農林省                                    | 1941年10月18日 - 1943年4月20日    |
| 農林大臣     | 山崎達之輔         | 衆議院議員 翼贊政治会                     | 1943年4月20日 - 同年11月1日廢止   |
| 商工大臣     | 岸信介             | 商工省                                    | 1941年10月18日 - 1943年10月8日    |
| 商工大臣     | 東條英機首相兼任   | 東條英機首相兼任                          | 1943年10月8日 - 同年11月1日廢止   |
| 農商大臣     | 山崎達之輔         | 衆議院議員 翼贊政治会                     | 1943年11月1日新設 - 1944年2月19日 |
| 農商大臣     | 内田信也           | 衆議院議員 翼贊政治会                     | 1944年2月19日 - 同年7月22日       |
| 軍需大臣     | 東條英機兼任       | 東條英機兼任                              | 1941年10月18日 - 1944年7月22日    |
| 遞信大臣     | 寺島健             | 预备役海军中将                            | 1941年10月18日 - 1943年10月8日    |
| 遞信大臣     | 八田嘉明鐵道相兼任 | 八田嘉明鐵道相兼任                        | 1943年10月8日 - 同年11月1日廢止   |
| 鐵道大臣     | 寺島健遞信相兼任   | 寺島健遞信相兼任                          | 1941年10月18日 - 同年12月2日      |
| 鐵道大臣     | 八田嘉明           | 貴族院議員 研究会                         | 1941年12月2日 - 1943年11月1日廢止 |
| 運輸通信大臣 | 八田嘉明           | 貴族院議員 研究会                         | 1943年11月1日新設 - 1944年2月19日 |
| 運輸通信大臣 | 五島慶太           | 民間 東京急行電鐵社長                     | 1944年2月19日 - 同年7月22日       |
| 拓務大臣     | 東鄉茂德外相兼任   | 東鄉茂德外相兼任                          | 1941年10月18日 - 同年12月2日      |
| 拓務大臣     | 井野碩哉農林相兼任 | 井野碩哉農林相兼任                        | 1941年12月2日 - 1942年11月1日廢止 |
| 大东亚大臣   | 青木一男           | 貴族院議員 研究会                         | 1942年11月1日新設 - 1944年7月22日 |
| 厚生大臣     | 小泉親彦           | 预备役陸軍軍医中将                        | 1941年10月18日 - 1944年7月22日    |
| 国務大臣     | 鈴木貞一           | 预备役陆军中将                            | 1941年10月18日 - 1943年10月8日    |
| 国務大臣     | 岸信介             | 商工省                                    | 1943年10月8日 - 1944年7月22日     |
| 国務大臣     | 安藤紀三郎         | 预备役陆军中将                            | 1942年6月9日 - 1943年4月20日      |
| 国務大臣     | 大麻唯男           | 衆議院議員 翼贊政治会                     | 1943年4月20日 - 1944年7月22日     |
| 国務大臣     | 青木一男           | 貴族院議員 研究会                         | 1942年9月17日 - 同年11月1日       |
| 国務大臣     | 後藤文夫           | 貴族院議員（研究会） 官僚（內務省）       | 1943年5月26日 - 1944年7月22日     |
| 国務大臣     | 藤原銀次郎         | 民間 王子製紙会長                         | 1943年11月17日 - 1944年7月22日    |
| 內閣書記官長 | 星野直樹           | 貴族院議員 研究会                         | 1941年10月18日 - 1944年7月22日    |
| 法制局長官   | 森山鋭一           | 內務省                                    | 1941年10月18日 - 1944年7月22日    |